# Tramvajová doprava v Teplicích
Teplice jsou severočeské lázeňské město, které mezi lety 1895 a 1959 provozovalo jednu z historicky nejstarších elektrických tramvajových sítí na území dnešního Česka.

## Historie

### Vznik sítě
Místní elektrický tramvajový provoz vznikl z popudu hraběte Edmunda Mořice z Clary-Aldringenu, majitele šanovského panství. Bylo to v době, kdy ještě například v Praze dominovala dopravě koňka. Když tedy nepočítáme Křižíkovu elektrickou dráhu na Letné, která měla spíše propagační charakter, je teplický tramvajový provoz nejstarším elektrickým v Česku.
Roku 1891 byla zahájena jednání o stavbě tzv. malodráhy; 22. prosince téhož roku obdrželo město z ministerstva z Vídně povolení a zřídilo společnost TEKG (= Teplická elektrárenská a malodrážní společnost). Během čtyř let vznikla první trať vedená severo-jižním směrem, spojující Hlavní nádraží s Novosedlicemi a horní částí Dubí (tam byla později poprvé v Čechách tramvajová trať ukončena smyčkou) na severu a s Školním náměstím (nyní Benešovo nám.) na jihu.
Mezi Školním náměstím a nádražím byla tramvajová trať zprovozněna 25. července 1895, tedy ještě před oficiálním otevřením provozu. V úseku k vozovně (tramvajím sloužila dnešní autobusová vozovna) se jezdilo zatím pouze manipulačně. Nedaleko vozovny se železniční trať křížila s tramvajovou úrovňově; současný podjezd vznikl až později.
Další úseky byly otevírány postupně, na celé trati se jezdilo od 14. října téhož roku. Celá trať byla jednokolejná s dvanácti výhybnami a s úzkým rozchodem kolejí 1000 mm. Do provozu nasadil dopravce tramvaje vyrobené ve Štýrském Hradci. Elektrickou výzbroj pro motorové vozy dodala firma AEG. Vozy měly celkovou kapacitou 24 sedících a 12 stojících cestujících.

### Rozšiřování provozu
K prvním změnám v síti došlo již rok po otevření, v roce 1896. Přibyl podjezd pod železniční tratí a od konce prosince se začalo jezdit i po nové trati spojující Benešovo náměstí s náměstím Svobody a Zámeckým náměstím. Na náměstí Svobody se před budovou magistrátu vystavěla rampa, po níž právě tramvaje jezdily. V říjnu roku 1898 bylo zprovozněno prodloužení na nádraží Zámecká zahrada.
Poté bylo rozhodnuto napojit na tramvajovou síť také Šanov. Tato trať fungovala od roku 1900, dosahovala však jen okraje čtvrti. Proto byl provoz na ní nerentabilní, a o osm let později sloužila již pouze dopravě poštovních zásilek.
Dále se v prvním desetiletí v tak rapidním rozvoji již nepokračovalo, pořizovaly se ale nové tramvaje. Jednalo se o další vozy z Grazu, tentokrát s elektrickou výzbrojí Ganz. Jezdily v průměru okolo čtyřiceti let. 
V roce 1905 se objevil velkorysý návrh, podle něhož se měly propojit koleje městských drah v Mostě, Teplicích a Ústí nad Labem; vznikla by tak rozsáhlá malodráha, jež by obsloužila řadu měst a obcí v okolí. Tento projekt byl sice odmítnut, přesto se však ještě jednou objevil, a to roku 1924. Opět ale s neúspěchem.

### První světová válka a období těsně před ní

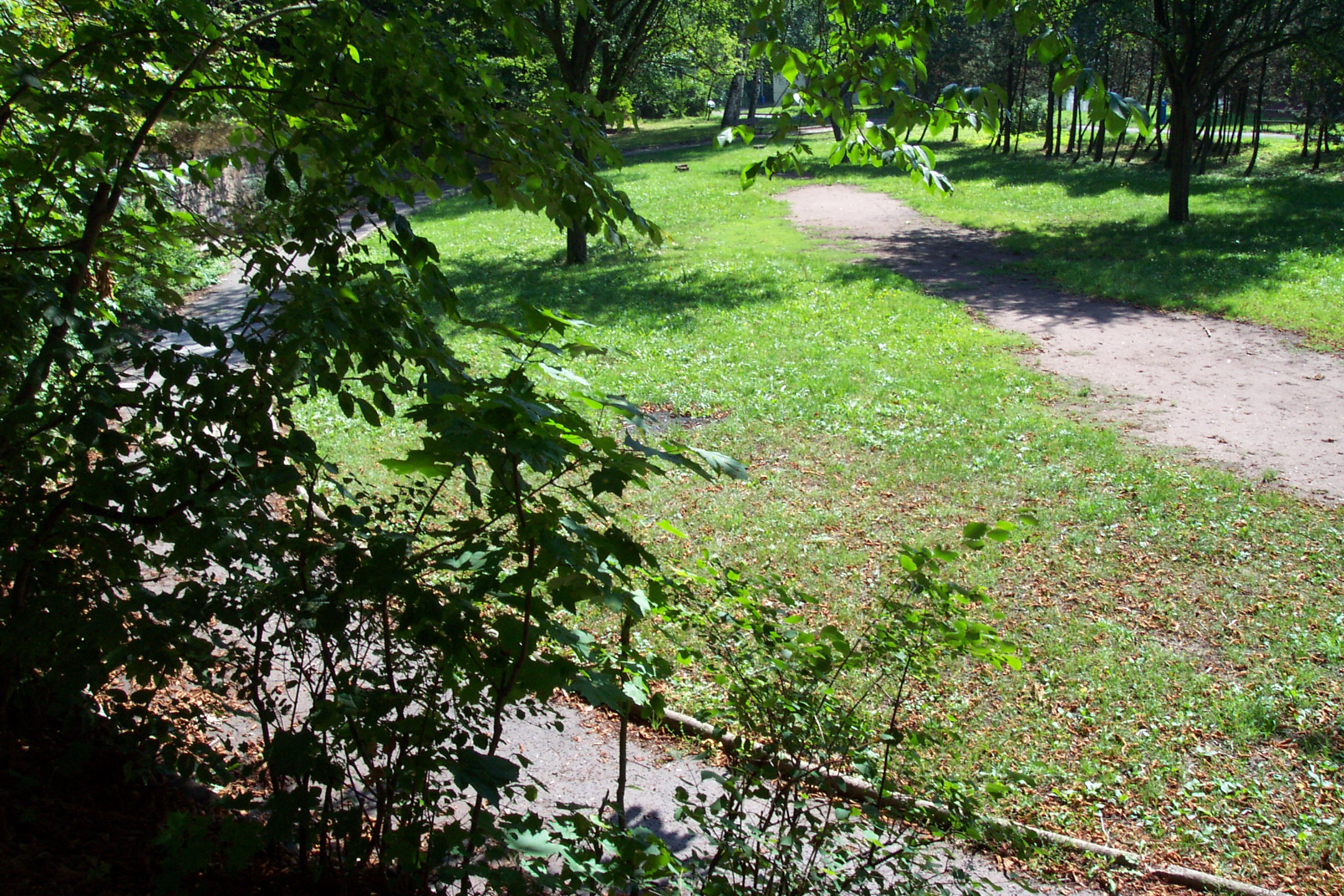
Na místě bývalé tramvajové smyčky v Dubí je dnes park, odpovídající tvarem přesně zrušené trati

Po dalších nových tratích se Tepličané svezli až roku 1913, první z nich dosáhla Řetenic. Druhou se stala trať do Šanova, provozovaná již v letech 1900 až 1908. Ta byla prodloužena, pokračovala Šanovem ve směru současné trolejbusové trati a dále Jankovcovou ulicí k hlavní trati. Oba nové úseky byly opět jednokolejné s výhybnami.
Až válka přinesla redukci provozu – v březnu roku 1917 tramvaje dojezdily k nádraží Zámecká zahrada. Provozovatel usiloval o zrušení tohoto nevýnosného úseku již v září roku 1916, městská rada však rozhodla tehdy jinak a se zrušením souhlasila pak až o rok později.

### Meziválečné období

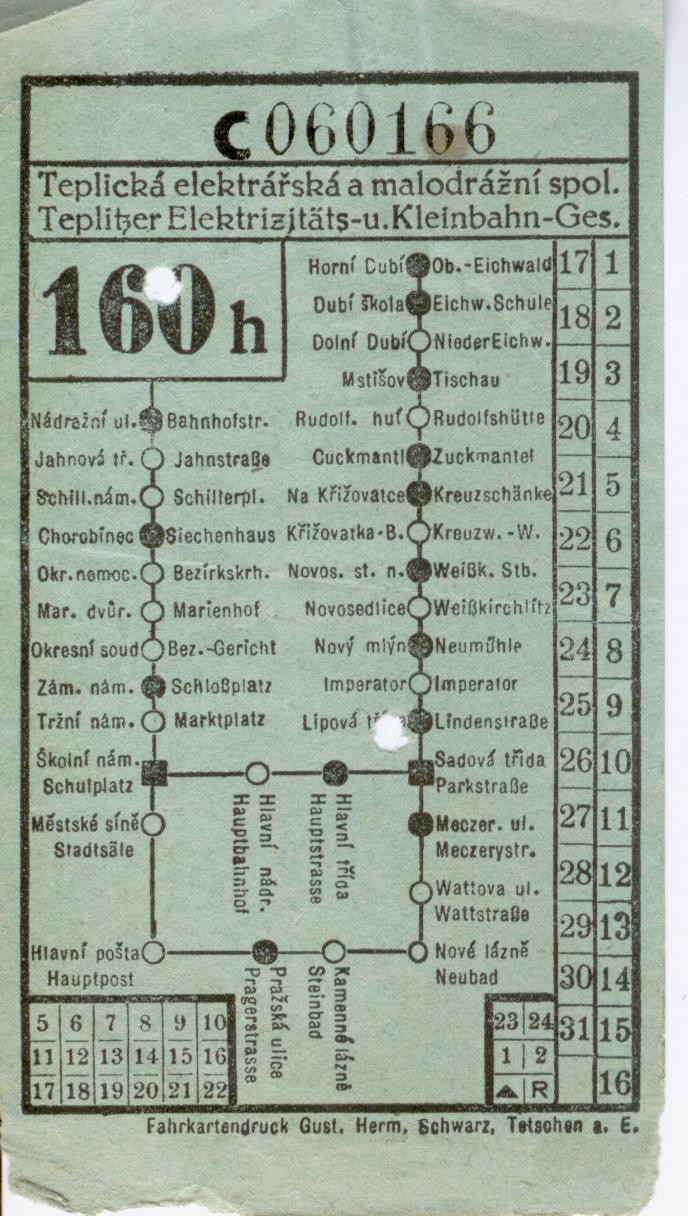
Tramvajová jízdenka z 30. let

V první polovině 20. let se stejně jako v ostatních městech tehdejšího Československa řešilo zdvoukolejňování tramvajových úseků. To se však v Teplicích nepodařilo vyjednat, intervaly vozidel nemohly být zkráceny a tak se rozhodlo o zavedení posilové autobusové linky. Ta vyjela poprvé do ulic roku 1932.
Během 30. let se objevily i linky další, někdy i souběžně s tramvajovými, takže některé tramvajové spoje se ukázaly nyní jako zcela zbytečné. Provoz na nich se stal nevýnosný a byl zastaven. Příkladem může být trať do Šanova, na které se tramvajemi jezdit přestalo několikrát, místo nich se objevila polookružní autobusová linka.

### Druhá světová válka, nástup komunistické totality a zánik tramvajové sítě
Kvůli nedostatku pohonných hmot došlo k útlumu autobusové dopravy, což byl impuls pro tramvaje, jejichž význam tak opět narostl. Obnovil se například provoz k Novým lázním. Od 17. dubna 1939 se pak jednotlivé tramvajové linky začaly číslovat. 
Základní změnou pro celou tramvajovou dopravu však byla koncepce z roku 1945. Podle ní měla existovat jedna páteřní tramvajová trať ve směru sever – jih, doplněná dvěma trolejbusovými okruhy a dalšími tratěmi. Trať do Šanova tak byla zrušena definitivně, úsek mezi Benešovým náměstím a Městskými sály byl konečně zdvoukolejněn.
Město však celý plán znovu přepracovalo roku 1956, tramvaje z něj vypustilo a nahradilo trolejbusy. Ještě téhož roku, tedy v souladu s plánem, zanikla městská teplická trať a jezdilo se pouze na meziměstské do Dubí. Ta byla ve své jižní části ukončena u Trnovan poblíž Městských sálů, kde na ni navazovaly trolejbusy. Přestože staré rakousko-uherské tramvaje nahradily moderní československé z České Lípy (jednalo se o vozy typu 6MT), na posledním tramvajovém úseku mezi Červeným kostelem v Trnovanech a Horním Dubím se dojezdilo 31. ledna 1959, ačkoliv oficiálně byl provoz zastaven až 28. února téhož roku. Zbylé tramvaje byly odprodány do Ústí nad Labem, Mostu a Mariánských Lázní.